# Beyond the Veil (Torchure-Album)
Beyond the Veil ist das Debütalbum der deutschen Death-Doom-Band Torchure.

## Hintergrund
Das Album erschien erstmals 1992 auf 1MF Recordz als LP mit acht Stücken und als CD mit den zusätzlichen Liedern „Mortal at Last“ und „A Vortex of Thoughts“. Die Aufnahmen, das Engineering und der Mix fanden im Januar 1992 im Dust Music Studio in Hilchenbach statt, Produzent war Michael Stötzel. Das Cover steuerte N. Smith bei.
Im Jahr 2013 wurde Beyond the Veil auf Vic Records mit zwölf Stücken noch einmal veröffentlicht. Die Spielzeit verlängerte sich durch „Traces“ und „Beyond the Abyss“ vom 1991er-Demo „Traces“ auf knapp über 62 Minuten.

## Titelliste
| #  | Titel                      | Länge | Kommentar  |
| -- | -------------------------- | ----- | ---------- |
| 1  | The Veil of Sanity (Intro) | 1:50  |            |
| 2  | In His Grip                | 6:51  |            |
| 3  | Abysmal Malevolence        | 4:05  |            |
| 4  | Mortal at Last             | 3:40  | nur auf CD |
| 5  | Resort to Mortality        | 11:14 |            |
| 6  | Genocidal Confessions      | 5:53  |            |
| 7  | Apathetic                  | 5:36  |            |
| 8  | Depressions                | 6:55  |            |
| 9  | A Vortex of Thoughts       | 1:16  | nur auf CD |
| 10 | Beyond the Veil            | 6:06  |            |

## Covergestaltung
Das Cover zeigt einen teilweise versehrten Mann, der auf einem roten Sessel sitzt. Die Bauchhöhle ist geöffnet, ansonsten sind das Gesicht und der rechte Arm gezeichnet. Im Hintergrund stehen Flaschen in einem Regal. Auf der linken Seite, auf etwa 20 Prozent der Grundfläche, ist ein Ausschnitt des Bildes als Negativ gespiegelt. Das Bandlogo befindet sich rechts oben, der Albumtitel mittig unten im farbigen Teil.

## Rezeption
In seiner Besprechung in Ausgabe 59 des Rock Hard urteilte Frank Albrecht:

„[...] endlich mal wieder eine wirklich herausragende Death Metal-Veröffentlichung aus Deutschland. [...] Um es also auf einen Nenner zu bringen: Torchure hören sich wie eine Mischung aus Cathedral, Paradise Lost und Trouble an - oder auch wie Autopsy mit Keyboards und besserer Produktion. Jedenfalls halte ich trotz der etwas schwächeren B-Seite 8,5 Punkte für absolut gerechtfertigt.“

Im Rahmen der Rückblicksreihe „Blast from the Past“ bei Metal.de schrieb Christian Popp im Mai 2020 in seinem Fazit:

„„Beyond The Veil“ ist ein Klassiker und Meilenstein des deutschen Death Metal, oft verkannt und nicht ausreichend gewürdigt, aber unerlässlich für die Geschichte des Todesbleis in Deutschland.“